# Raffaele Resta
Raffaele Resta (Turi, 21 settembre 1905 – Roma, 13 settembre 1973) è stato un giurista e politico italiano.

## Biografia
Professore universitario, avvocato, uomo politico, Raffaele Resta nasceva a Turi il 21 settembre 1905 da Giuseppe Resta, medico condotto, e da Geltrude Pignataro, insegnante elementare della città pugliese.  Il padre, prestando l'assistenza sanitaria presso il locale Penitenziario nel quale all'epoca erano fatti confluire i “politici”, fu il medico di Gramsci e di Pertini, entrambi ivi detenuti: nel suo libro di memorie, Pertini gli dedica un ricordo affettuoso.
Dopo avere completato le scuole nel collegio vescovile, il giovane Resta si trasferiva a Roma per gli studi universitari; e qui conseguiva la laurea in Giurisprudenza nel 1927, con il massimo dei voti.
Intraprendeva allora, insieme alla professione forense, la carriera universitaria: allievo di Antonio Salandra conseguiva a 27 anni la Libera Docenza in Diritto amministrativo, ottenendo subito dopo l'incarico di un corso di insegnamento presso l'università “La Sapienza” di Roma, sia alla Facoltà di Giurisprudenza che alla Facoltà di Scienze Politiche.
Nel 1935 vinceva il concorso alla cattedra. Fu chiamato allora alla Facoltà di Giurisprudenza dell'Università di Sassari. Poco dopo, nel 1936, passava all'Università di Urbino e poi a quella di Macerata. Nel 1938 fu chiamato dalla Facoltà di Giurisprudenza dell'Università di Bari, dove insegnò per molti anni, sino al 1953, assumendo dal 1941 al 1947 anche la carica di preside. Dal 1947 al 1951 ricoprì la carica di Rettore dell'Ateneo.
Risalgono a questo periodo numerosi scritti di notevole interesse scientifico, che ancora oggi costituiscono un punto di riferimento per gli studiosi delle scienze giuspubblicistiche, tra i quali meritano di essere citati in particolare “Il silenzio della Pubblica amministrazione” (1932), “La natura giuridica dell'eccesso di potere” (1932),  “La revoca degli atti amministrativi” (1935), la Voce “Beni Pubblici” nel Commentario del Codice Civile a cura di Scialoja e Branca (1954), “Equità e discrezionalità della Pubblica Amministrazione” (1957).
Egli fu tra i primi a studiare le problematiche complesse legate all'esercizio dell'azione amministrativa che sono oggi più che mai di attualità, con particolare riferimento ai comportamenti dell'organo pubblico nell'esercizio della sua funzione e nei suoi rapporti con il cittadino, all'uso della discrezionalità nelle scelte, ai vizi connessi ai possibili abusi ed alla necessità di tutelare da essi il soggetto privato.
Analogo indirizzo egli aveva impresso all'attività forense, specializzandosi nella difesa del cittadino nei giudizi contro l'Amministrazione dinanzi al Consiglio di Stato (che all'epoca era giudice amministrativo in grado unico).
Al contempo peraltro, soprattutto nel periodo in cui ricoprì la carica di Rettore dell'Università di Bari, il professor Resta profuse tutto il suo impegno nella riorganizzazione dell'Ateneo dopo la parentesi bellica:  contribuì in modo determinante alla ricostituzione ed allo sviluppo delle Facoltà di Lettere e di Medicina ed alla istituzione della Facoltà di Ingegneria, nell'obiettivo di costituire in Bari un centro culturale importante, che offrisse ai giovani del Mezzogiorno una valida alternativa all'Università di Napoli (nella quale sino ad allora era confluita la gran parte della popolazione studentesca del sud).
Nello stesso periodo peraltro veniva chiamato all'impegno politico: cattolico praticante, nel 1948 veniva eletto alla Camera dei deputati nella lista della Democrazia Cristiana, per la circoscrizione Bari-Foggia.
Fu presente in Parlamento per tre legislatore successive, dal 1948 al 1963. Consigliere personale di De Gasperi, contribuì in modo determinante alla riorganizzazione della scuola nel periodo postbellico, collaborando alla stesura della nuova normativa del settore. Nel 1951 De Gasperi lo volle per due volte, nel suo settimo e nell'ottavo governo, sottosegretario alla Pubblica istruzione. Nel 1954 fu poi chiamato da Amintore Fanfani nel suo governo come sottosegretario alle Finanze;  dal 1957 al 1958 fu sottosegretario alla Presidenza del Consiglio per il settore Sport Spettacolo e Turismo, con il Presidente Zoli.
Nel 1953 veniva chiamato all'Università di Roma presso la Cattedra di Diritto Amministrativo della Facoltà di economia e commercio, della quale fu poi Preside, dal 1966 al 1969. Dal 1967 al 1969 fu Direttore della Scuola di Perfezionamento in Studi Europei.  Dal 1953 fu presidente del Centro Studi legislativi dei trasporti stradali (A.N.A.C.). Dal 1960 al 1963 fu presidente dell'Ente Meridionale di Cultura Popolare.
Per i suoi studi nel diritto amministrativo veniva insignito della Medaglia d'oro dei benemeriti dell'Istruzione e dell'Arte e chiamato in Spagna a far parte del Consejo Superior de Investigationes Cientificas.
Nel 1963 per gravi motivi di salute abbandonò l'attività politica non partecipando alla tornata elettorale per il rinnovo del Parlamento.  Nel 1969 il deteriorarsi della sua salute lo spinse a dimettersi anche dagli incarichi universitari.
Dopo una lunga malattia morì a Roma il 13 settembre 1973.